# Jakub Puzyna
Jakub Puzyna z Kozielska herbu Ogniec (zm. przed 13 lutego 1792 roku) – wojski upicki w latach 1783-1791, stolnik upicki w latach 1772-1783, sędzia grodzki upicki w latach 1765-1775, oboźny upicki w latach 1759-1772.
Poseł na sejm nadzwyczajny  1761 roku z powiatu upickiego. 29 kwietnia 1761 roku zerwał sejm nadzwyczajny.